# 도리 리욘
도리 리욘(일본어: 桃李 理永, 2001년 9월 25일~)는 일본의 축구 선수이다.

## 구단 경력
그는 J1리그의 세레소 오사카에 입단했다. 2019년 J3리그의 세레소 오사카 U-23에서 뛰었다. 2020년부터 2024년까지 간세이 가쿠인 대학, 세인트 존스 대학교, 노스캐롤라이나 대학교에서 활동하였다. 2025년 올랜도 시티 SC로 이적했다.